# Üçkonak
Üçkonak (türkisch für drei Herbergen) ist ein Dorf im Landkreis Tomarza der türkischen Provinz Kayseri. Üçkonak liegt etwa 81 km südöstlich der Provinzhauptstadt Kayseri und 30 km östlich von Tomarza. Üçkonak hatte laut der letzten Volkszählung 420 Einwohner (Stand Ende Dezember 2009).
Der ursprüngliche Ortsname lautet Zelhin.